# قناة النيل الأزرق
قناة النيل الأزرق أو فضائية النيل الأزرق هي قناة فضائية قامت بالشراكة مع الحكومة السودانية تأسست عام 2003م .من ثم تبعتها قناة النيل الأزرق 2 عبر القمر الصناعي عرب سات بدر 4 على تردد 12523 عمودي وفقط بجودة HD

## نشأة التلفزيون
قناة النيل الأزرق أول فضائية سودانية ذات طابع الشراكة تأسست عام 2002م لأكثر من 10 سنوات حيث ظلتْ القناة الأولى في السودان والأكثر مشاهدة من بين كل القنوات السودانية، والأكثر ثراءً من الناحية المالية من خلال الإعلان والرعايات.

## الأقمار الصناعية
قامت قناة النيل الأزرق بتوفير العديد من الترددات على مختلف الأقمار الصناعية، لضمان جودة البث، ووصول الصوت والصورة بأفضل شكل ممكن،  تردد قناة النيل الأزرق على الاقمارعرب سات وبدر سات وسهيل سات ونايل سات، إليكم التفاصيل:
| القمر    | التردد | الاستقطاب | معامل تصحيح الخطأ |
| عرب سات  | 12523  | V         | 27500 – 3/4       |
| سهيل سات | 11350  | H         | 27500 – 3/4       |
| نايل سات | 12688  | V         | 30000 – تلقائي    |
| بدر      | 11350  | H         | 30000 – 3/4       |